# Scottish Cup 1899-1900
Scottish Football Association Challenge Cup 1899–1900 var den 27. udgave af Scottish Football Association Challenge Cup, i dag bedre kendt som Scottish Cup. Første runde blev spillet den 13. januar 1900, og turneringen blev afsluttet den 14. april 1900, hvor Celtic FC vandt finalen over amatørholdet Queen's Park FC med 4-3. Sejren var Celtic FC's tredje i turneringens historie.

## Resultater

### Celtic FC's vej til sejren
| Runde        | Dato  | Kamp                                 | Res. |
| ------------ | ----- | ------------------------------------ | ---- |
| Første runde | 13.1. | Celtic FC – Bo'ness FC               | 7–1  |
| Anden runde  | 27.1. | Port Glasgow Athletic FC – Celtic FC | 1–5  |
| Kvartfinale  | 17.2. | Celtic FC – Kilmarnock FC            | 4–0  |
| Semifinale   | 24.2. | Rangers FC – Celtic FC               | 2–2  |
| Semifinale   | 10.3. | Celtic FC – Rangers FC               | 4–0  |
| Finale       | 14.4. | Celtic FC – Queen's Park FC          | 4–3  |

### Første runde
| Dato    | Kamp                                               | Res. |
| ------- | -------------------------------------------------- | ---- |
| 13.1.   | Abercorn FC – Ayr Parkhouse FC                     | 5–2  |
| 13.1.   | Airdrieonians FC – Clyde F.C.                      | 0–1  |
| 13.1.   | Celtic FC – Bo'ness FC                             | 7–1  |
| 13.1.   | Dundee FC – Douglas Wanderers FC                   | 8–0  |
| 13.1.   | Forfar Athletic FC – Motherwell FC                 | 3–4  |
| 13.1.   | Forres Mechanics FC – Orion FC                     | 1–1  |
| 13.1.   | Galston FC – Partick Thistle FC                    | 1–2  |
| 13.1.   | Hamilton Academical FC – Hibernian FC              | 2–3  |
| 13.1.   | Heart of Midlothian FC – St. Mirren FC             | 0–0  |
| 13.1.   | Kilmarnock FC – East Stirlingshire FC              | 2–0  |
| 13.1.   | Maybole FC – Wishaw Thistle FC                     | 4–2  |
| 13.1.   | Port Glasgow Athletic FC – Falkirk FC              | 7–1  |
| 13.1.   | Queen's Park FC – Leith Athletic FC                | 3–0  |
| 13.1.   | Rangers FC – Morton FC                             | 4–2  |
| 13.1.   | St. Bernard's FC – Arbroath FC                     | 1–0  |
| 13.1.   | Third Lanark Rifle Volunteers FC – Raith Rovers FC | 5–1  |
| Omkampe |                                                    |      |
| 20.1.   | Orion FC – Forres Mechanics FC                     | 4–1  |
| 20.1.   | St. Mirren FC – Heart of Midlothian FC             | 0–3  |

### Anden runde
Seksten hold spillede om otte pladser i kvartfinalerne.
| Dato    | Kamp                                             | Res.  |
| ------- | ------------------------------------------------ | ----- |
| 27.1.   | Dundee FC – Clyde F.C.                           | 3–3   |
| 27.1.   | Heart of Midlothian FC – Hibernian FC            | 1–1   |
| 27.1.   | Kilmarnock FC – Orion FC                         | 10–10 |
| 27.1.   | Partick Thistle FC – St. Bernard's FC            | 2–1   |
| 27.1.   | Port Glasgow Athletic FC – Celtic FC             | 1–5   |
| 27.1.   | Queen's Park FC – Abercorn FC                    | 5–1   |
| 27.1.   | Rangers FC – Maybole FC                          | 12–00 |
| 27.1.   | Third Lanark Rifle Volunteers FC – Motherwell FC | 2–1   |
| Omkampe |                                                  |       |
| 3.2.    | Hibernian FC – Heart of Midlothian FC            | 1–2   |
| 17.2.   | Clyde F.C. – Dundee FC                           | 0–3   |

### Kvartfinaler
I kvartfinalerne spillede de otte vindere fra ottendedelsfinalerne om fire pladser i semifinalerne.
| Dato  | Kamp                                                      | Res. |
| ----- | --------------------------------------------------------- | ---- |
| 10.2. | Third Lanark Rifle Volunteers FC – Heart of Midlothian FC | 1–2  |
| 17.2. | Celtic FC – Kilmarnock FC                                 | 4–0  |
| 17.2. | Partick Thistle FC – Rangers FC                           | 1–6  |
| 24.2. | Queen's Park FC – Dundee FC                               | 1–0  |

### Semifinaler
| Dato   | Kamp                                     | Res. | Spillested                |
| ------ | ---------------------------------------- | ---- | ------------------------- |
| 24.2.  | Rangers FC – Celtic FC                   | 2–2  | Ibrox Park, Glasgow       |
| 10.3.  | Queen's Park FC – Heart of Midlothian FC | 2–1  | 2nd Hampden Park, Glasgow |
| Omkamp |                                          |      |                           |
| 10.3.  | Celtic FC – Rangers FC                   | 4–0  | Celtic Park, Glasgow      |

### Finale
| Dato  | Kamp                        | Res. | Tilskuere | Spillested          |
| ----- | --------------------------- | ---- | --------- | ------------------- |
| 14.4. | Celtic FC – Queen's Park FC | 4–3  | 17.000    | Ibrox Park, Glasgow |